# 斎藤史
斎藤 史（齋藤史、さいとう ふみ、1909年〈明治42年〉2月14日 - 2002年〈平成14年〉4月26日）は、日本の歌人。東京市四谷区生まれ。福岡県立小倉高等女学校（現・福岡県立小倉西高等学校）卒業。
歌人の父の影響で早くから作歌を始め、佐佐木信綱に師事。モダニズム短歌から出発し、内省を深めることで独自の歌風を構築した。歌集に『魚歌』(1940年)、『ひたくれなゐ』(1976年)などがある。

## 経歴
父齋藤瀏は陸軍少将で、佐佐木信綱主宰の歌誌「心の花」所属の歌人でもあった。父は「史子」と出生届を提出したが、戸籍係が間違えて「史」と登録してしまった。17歳の時、若山牧水に勧められて作歌をはじめ、18歳から「心の花」に作品を発表するようになる。1931年、前川佐美雄らと「短歌作品」創刊。1936年の二・二六事件では、父を通じて親交があった青年将校の多くが刑死し、父も事件に連座して禁固5年となる。この経験がきっかけで、それまでの想像の世界を飛び回るような独創的な短歌から、時代を鋭く見つめる歌を詠むようになる。
1939年、父・瀏が主宰する歌誌「短歌人」創刊に参加する。1940年、合同歌集『新風十人』（八雲書林）に参加。同年、第一歌集『魚歌』を発表。モダニズム文学の影響が濃い作風で、萩原朔太郎に激賞される。
1945年、父の故郷である長野県安曇野に疎開、同年復刊した『文藝春秋』誌（10月号）の歌覧に掲載された。以後、同地を拠点に活動する。1948年、小説『過ぎて行く歌』により信濃毎日新聞社一席入選。1953年、「短歌人」編集委員制度導入に伴い初代編集委員となる。同年、『うたのゆくへ』により日本歌人クラブ第1回推薦集（現在の日本歌人クラブ賞）に推挙。1960年、長野県文化功労賞を受賞。
1962年、「短歌人」を退会し、歌誌「原型」を創刊。同誌には赤座憲久、轟太市、百々登美子など史の選歌を受けた歌人が移籍した。1977年、『ひたくれなゐ』により第11回迢空賞を受賞。1981年、勲五等宝冠章受章。1986年、『渉りかゆかむ』により第37回 読売文学賞（詩歌俳句賞）を受賞。1993年、女性歌人としては初めて日本芸術院会員となる。1994年、『秋天瑠璃』により第5回斎藤茂吉短歌文学賞、第9回詩歌文学館賞を受賞。1995年、第2回信毎賞を受賞。1997年、宮中歌会始の召人を務め、 明仁天皇に「お父上は瀏さん、でしたね」とお言葉をかけられる。同年10月『斎藤史全歌集』により、第20回現代短歌大賞を受賞。同年11月勲三等瑞宝章を受章。1998年、『斎藤史全歌集』にて紫式部文学賞を受賞。
2002年、4月26日死去。墓所は長野県松本市の正鱗寺。晩年の弟子には目黒哲朗などがいる。また晩年の江藤淳と交流があり、米田憲三ら多くの歌人にも大きな影響を与えた。

## 逸話
- 青年将校栗原安秀・坂井直両中尉とは、旭川時代からの幼馴染であり、栗原の事は「クリコ」と呼んでいた。また栗原は彼女を「フミ公」と呼び、改まった席では「史子さん」と呼んでいた。
- 明治生まれの女性としては珍しく和服をほとんど着なかった。

## 著作一覧
- 歌集『魚歌』（新ぐろりあ叢書　1940、復刻四季出版　1981）
- 歌集『歴年』（甲鳥書林・昭和歌人叢書　1940）
- 歌集『朱天』（甲鳥書林　1944）
- 『春寒記』（乾元社　1944）
- 『やまぐに　歌と随筆』（臼井書房　1947）
- 歌集『うたのゆくへ』（長谷川書房　1953）
- 『現代短歌入門』（元々社・新書　1954）
- 歌集『密閉部落』（四季書房　1959）
- 歌集『風に燃す』（白玉書房　1967）
- 歌集『ひたくれなゐ』（不識書院　1976、短歌新聞社・文庫　1994）
- 歌集『遠景』（短歌新聞社 1977）
- 『斎藤史全歌集　昭和三年～五十一年』（大和書房　1979）
- 『風のやから　斎藤史歌集』（沖積舎　1980）
- 歌集『渉りかゆかむ』（不識書院 1985）
- 自選歌集　『斎藤史歌集』 （不識書院　1988）
- 歌集『秋天瑠璃』（不識書院　1993）
- 『ひたくれなゐの人生』（樋口覚と共著、三輪書店　1995）
- 『斎藤史全歌集　1928－1993』（大和書房　1997）
- 『ひたくれなゐに生きて』（河出書房新社　1998）
- 歌集『風翩翻』（不識書院　2000）
- 小説『過ぎて行く歌』（河出書房新社　2001）
- 『斎藤史歌文集』（講談社文芸文庫　2001）　詳しい年譜・書誌がある。
- 『記憶の茂み　英訳付き歌集』（三輪書店　2002）　ジェイムズ・カーカップ選.英訳による英文五行詩
- 歌集『風翩翻以後』　（短歌新聞社　2003）
- 『Tanka of Fumi Saito  斎藤史 歌集』青山みゆき編訳（MyISBN デザインエッグ社、アマゾン　2015）

## 代表歌
- 遠い春湖（うみ）に沈みしみづからに祭りの笛を吹いて逢ひにゆく （『魚歌』）[9]
- 白きうさぎ雪の山より出でて来て殺されたれば眼を開き居り （『うたのゆくへ』）[9]
- おいとまをいただきますと戸をしめて出てゆくやうにゆかぬなり生は （『ひたくれなゐ』）[9]
- 疲労つもりて引出ししヘルペスなりといふ　八十年生きれば　そりやぁあなた （『秋天瑠璃』）[9]
- 思ひやる汨羅の淵は遠けれどそれを歌ひし人々ありき （『風翩翻以後』）
- 野の中にすがたゆたけき一樹あり風も月日も枝に抱きて （平成九年歌会始）
- 暴力のかくうつくしき世に住みてひねもすうたふわが子守うた （『魚歌』、昭和11年）

## 参考資料
- 河野裕子『斎藤史 （鑑賞・現代短歌）』本阿弥書店、1997年10月
- 佐伯裕子『斎藤史の歌』雁書館、1998年